# Église Saint-Nicolas de Thynes
L'église Saint-Nicolas est un édifice religieux catholique situé à Thynes, sur les hauteurs de la Meuse dinantaise (rive droite), en province de Namur de Belgique. 

## Histoire
Construite durant la seconde moitié du XIXe siècle, elle remplaça, à quelque distance, un édifice très ancien[évasif] dont seuls le sanctuaire et la crypte furent conservés, étant donné leur valeur archéologique. 
L'église Saint-Nicolas est l'église paroissiale de la communauté catholique de Thynes. 